# Kaiser-Wilhelm-Gesellschaft

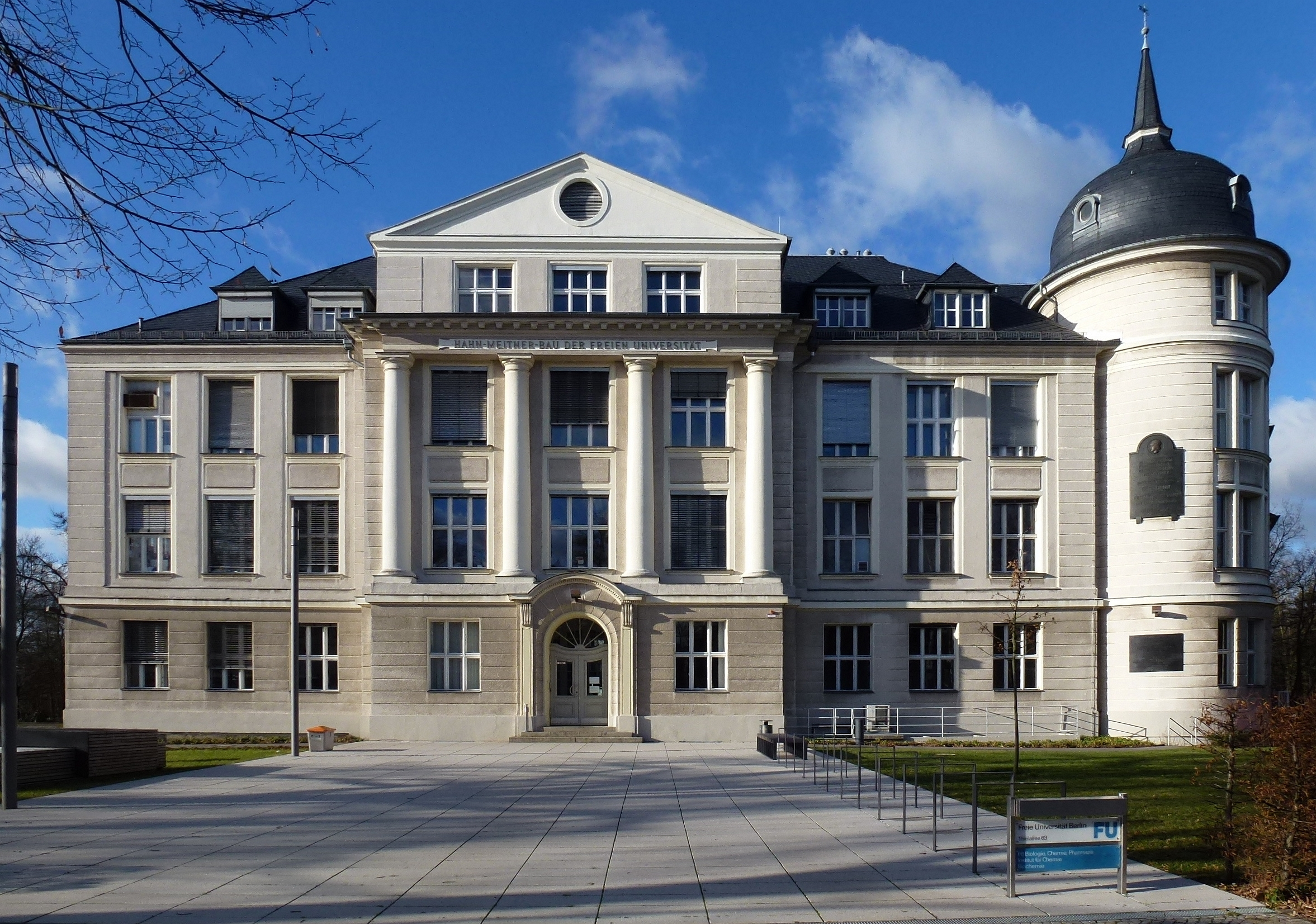
Hahn-Meitner-Bau (2012), dawny budynek Wydziału Chemii Towarzystwa im. Cesarza Wilhelma w Berlinie, miejsce pierwszego rozszczepienia atomu

Kaiser-Wilhelm-Gesellschaft (Towarzystwo Cesarza Wilhelma), pełna nazwa Kaiser-Wilhelm-Gesellschaft zur Förderung der Wissenschaften (z niem. Towarzystwo imienia Cesarza Wilhelma dla Popierania Nauk) – instytucja naukowa w Niemczech. Została ustanowiona w roku 1911, a po II wojnie światowej przekształcona w Towarzystwo Maxa Plancka.

## Prezesi
- Adolf von Harnack (1911–1930)
- Max Planck (1930–1937)
- Carl Bosch (1937–1940)
- Albert Vögler (1941–1945)
- Max Planck (16 maja 1945–31 marca 1946)
- Otto Hahn (1 kwietnia 1946–10 września 1946)